# Trolleybus de Vancouver
Le réseau de trolleybus de Vancouver est l'un des systèmes de transport en commun desservant la ville de Vancouver, en Colombie-Britannique, au Canada.

## Réseau actuel

### Aperçu général
Le réseau compte 13 lignes de trolleybus.
- 3 Downtown - Main Street (Vancouver)/ Marine Drive Station
- 4 UBC - Powell / Downtown
- 5 Downtown - Robson
- 6 Downtown - Davie
- 7 Dunbar - Nanaimo Station
- 8 Downtown - Fraser
- 9 UBC Alma / Granville - Commercial–Broadway Station Boundary
- 10 Granville - Downtown
- 14 UBC - Hastings / Downtown
- 16 Arbutus - 29th Avenue Station
- 17 Downtown - Oak
- 19 Stanley Park - Metrotown Station
- 20 Downtown - Victoria

### Matériel roulant

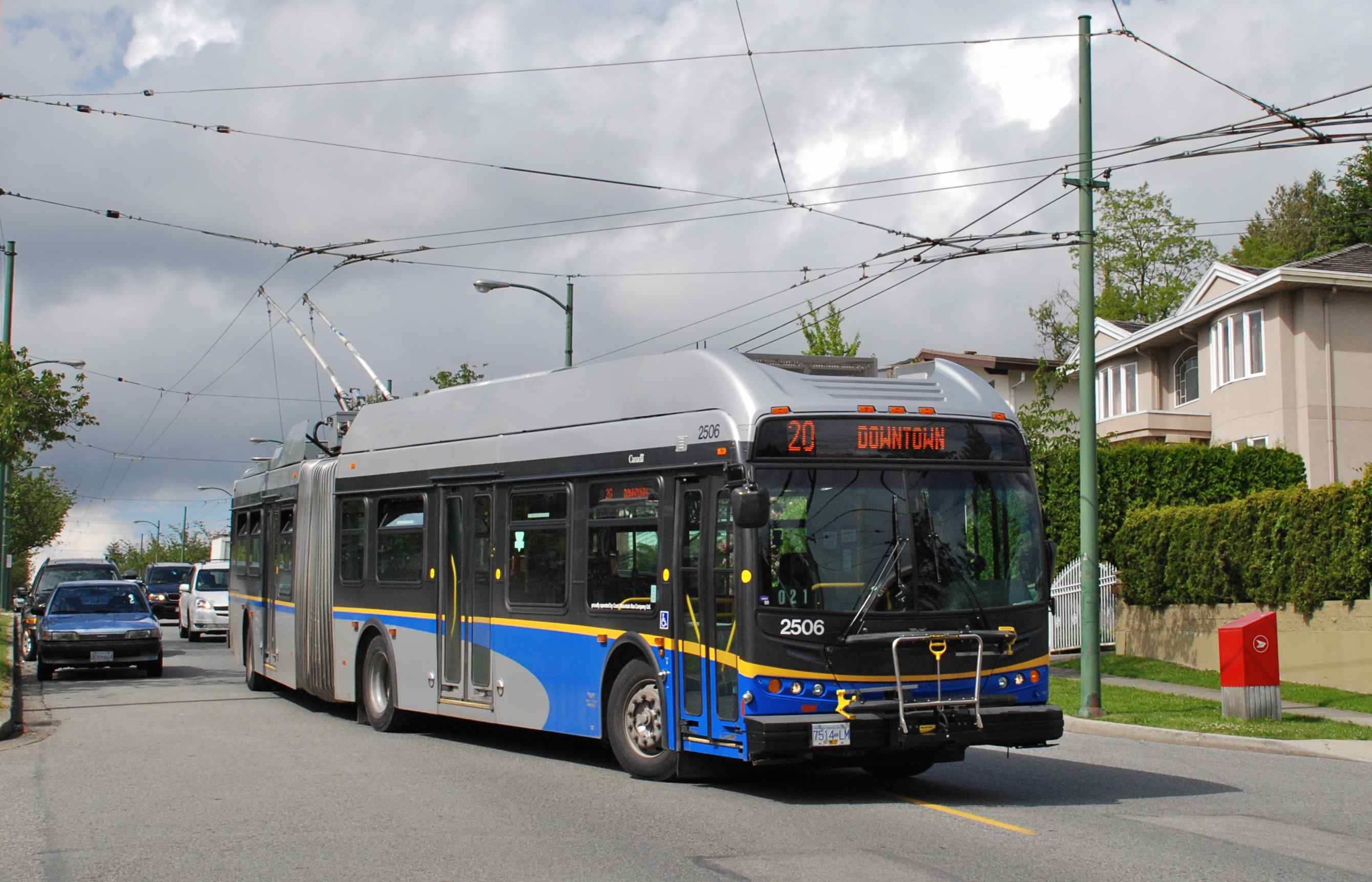
Un New Flyer E60LFR sur la ligne 20.

Le réseau exploite deux modèles de trolleybus.
| Quantité | Constructeur | Type   | Années de construction |           |
| -------- | ------------ | ------ | ---------------------- | --------- |
| 188      | New Flyer    | E40LFR | Standard               | 2005-2007 |
| 74       | New Flyer    | E60LFR | Articulé               | 2007-2009 |

La commande initiale passée en 2003 portait sur 188 E40LFR et 40 E60LFR. Le premier E40LFR est livré en juillet 2005, le reste étant livré entre août 2006 et septembre 2007.
Le premier articulé E60LFR arrive à Vancouver en janvier 2007. Une commande supplémentaire de 34 articulés est décidé, portant le total à 74 exemplaires commandés, pour une livraison entre octobre 2007 et l'automne 2009.  